# H&M

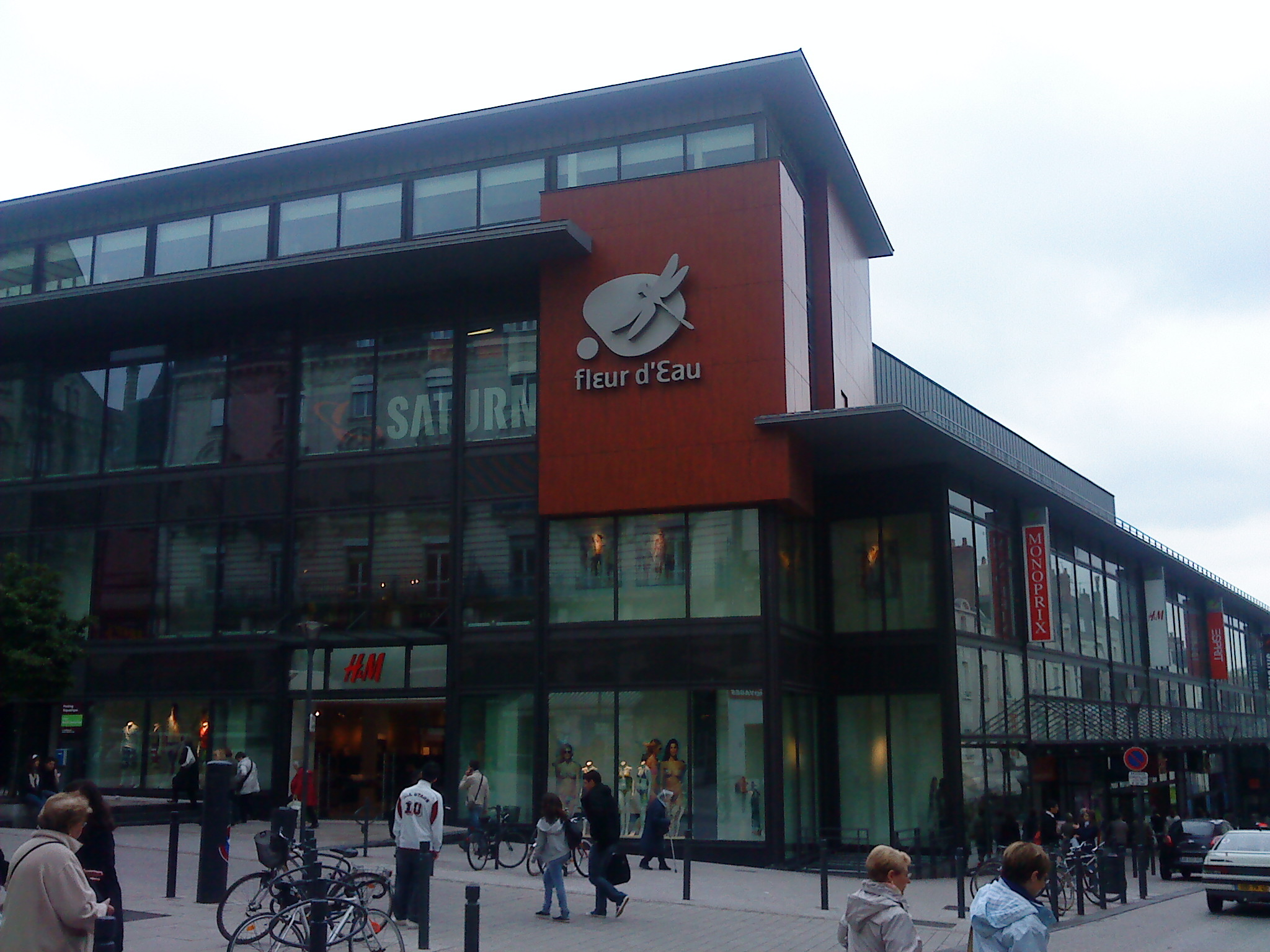
Magasin H&M du centre commercial Fleur d'Eau dans le centre-ville d'Angers en France.

H&M, sigle de Hennes & Mauritz, est une entreprise et une chaîne de magasins suédoise de prêt-à-porter pour femme, homme et enfant, fondée en 1947 par Erling Persson.
En novembre 2023, H&M est présente dans 77 pays, emploie environ 101 000 personnes et possède 4 369 magasins. Elle est alors le 2e leader mondial de la confection textile et foulonnerie, derrière le groupe Inditex. Acteur majeur de la fast fashion, l'entreprise fait l'objet depuis le milieu des années 2010 de nombreuses controverses.
L'enseigne propose des collections temporaires créées en collaboration avec nombre de stylistes de renom, de vedettes de la musique ou encore du sport.

## Historique
Dans les années 1940, Erling Persson, un jeune suédois va chercher de l'inspiration aux États-Unis. Il en revient avec la certitude d'avoir trouvé une idée inédite : vendre de la mode féminine de qualité à des prix imbattables.
En 1947, il inaugure le premier magasin Hennes (« pour elle », en suédois) dans sa ville de Västerås, en Suède. En 1968, le rachat par Persson des magasins de Mauritz Widforss (sv) (magasins d'articles de pêche, dont la partie vêtements pour hommes sera intégrée à l'entreprise et la partie consacrée à la pêche vendue) marque le début de la chaîne Hennes & Mauritz pour femme et homme. Le sigle H&M est donc l'abréviation de « Hennes och Mauritz », qui signifie : « Pour elle et Mauritz ».
Dans les années 1970, un département enfants et jeunes voit le jour.
En 1990, Stefan Persson, le fils de Erling, devient PDG et en 1998, président du conseil d'administration. En 1992, H&M ouvre son premier magasin en Belgique. Le 25 février 1998, H&M inaugure son premier magasin en France, rue de Rivoli à Paris.
Le 16 mars 2007, H&M lance une nouvelle chaîne de magasins appelée COS (Collection of Style) dans un magasin de Londres situé sur Regent Street. COS compte, en 2010, quinze magasins.
Le 5 décembre 2011, le groupe Koweti Alshaya ouvre la première franchise de l’enseigne au Maghreb, au Morocco Mall à Casablanca.
L'enseigne ouvre en 2013 son premier magasin en Amérique du Sud au Chili à Santiago au Costanera Center.
En septembre 2015, l'enseigne lance une offre de 700 produits de beauté à bas prix dans ses 205 magasins en France avant de l'étendre à l'international.
Le 29 mars 2019, H&M annonce un bénéfice net en baisse de 41 % au premier trimestre 2019 qui fait remonter son action sur les marchés financiers.
Le 30 janvier 2020, Helena Helmersson (en) devient directrice générale (CEO) à la place de Karl-Johan Persson qui prend la place de son père Stefan Persson à la tête du conseil d'administration. Le 31 janvier 2024, Helena Helmersson annonce sa démission.
H&M supprime plus de cent emplois du bureau de production du Bangladesh en raison des changements rapides dans le secteur de la vente au détail au milieu de la pandémie de Covid-19.

## Implantations

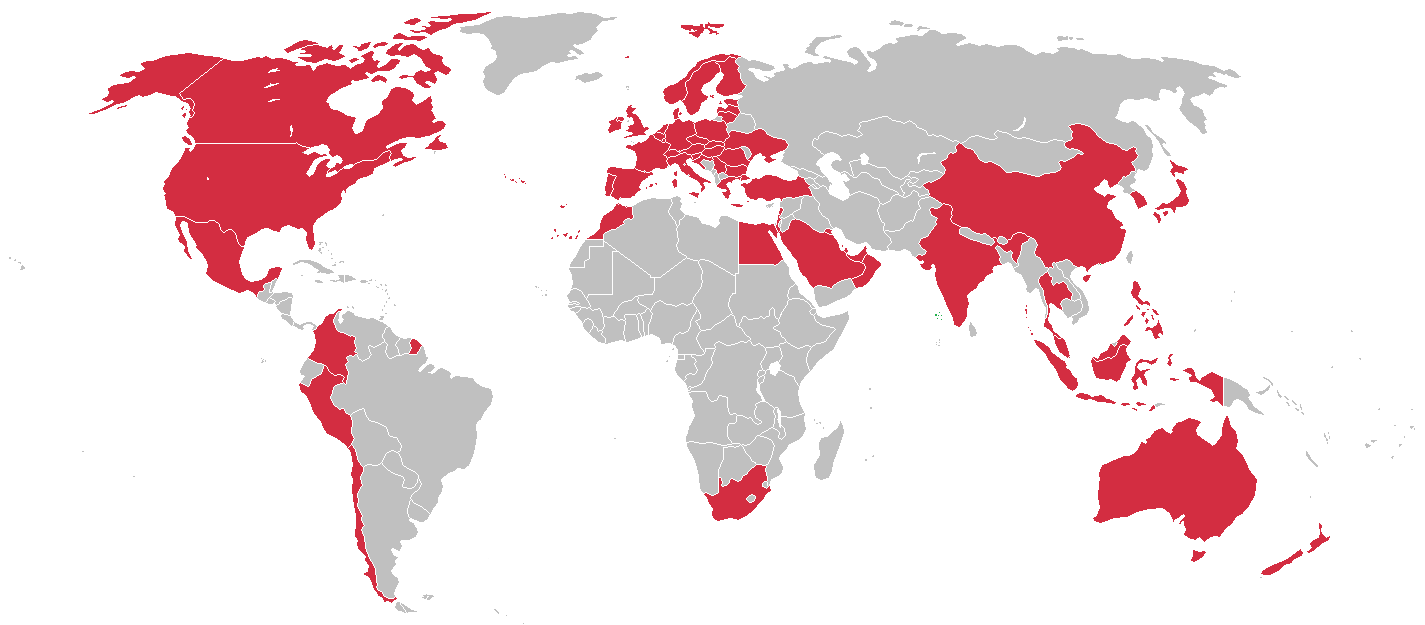
H&M dans le monde.

En mai 2018, on compte 241 magasins H&M ouverts en France. La France est alors 4e pour le nombre de magasins derrière l'Allemagne (418), les États-Unis (305) et le Royaume-Uni (245). La Chine est cinquième avec 205 magasins. L'entreprise tend à s'implanter sur de nouveaux marchés.
De plus, l'entreprise s'est implantée au Mexique depuis octobre 2012, ainsi qu'au Chili en mai 2013. L'entreprise compte aussi neuf magasins sur le continent africain. En septembre 2013, H&M s'est considérablement développé et compte 2 839 points de vente répartis dans 53 pays et compte plus de 100 000 employés. Mais au début de la décennie suivante, les fermetures se multiplient : rien que pour 2021, l'enseigne ouvre une centaine de points de vente mais en ferme en parallèle 350, et même 700 sur deux ans. En termes de chiffres d'affaires, ces fermetures sont compensées par la forte expansion des ventes en lignes depuis le début de la décennie.
En 2022, le groupe décide de se retirer du marché russe compte tenu du contexte de guerre avec l'Ukraine.

## & Other Stories

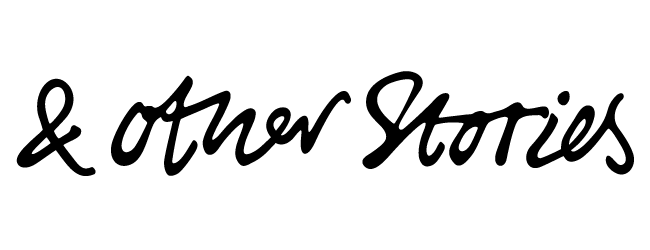
Logo de & Other Stories.

Marque de l'enseigne H&M, & Other Stories lance son premier magasin physique à Londres sur Regent Street au début de l'année 2013, en même temps que son site de vente en ligne. La marque décline des collections de prêt-à-porter, d'accessoires, de lingerie, de produits de beauté et de bijoux,. Des points de vente sont inaugurés au cours de la même année à Stockholm, Copenhague et Paris. Fin avril 2016, & Other Stories dispose de neuf magasins dans neuf villes d'Europe de l'Ouest,, dont Berlin, où elle a deux boutiques. En 2017, H&M a fondé un nouveau concept store Arket.

## H&M France

H&M La Fayette, 1-3 rue La Fayette, novembre 2024, Paris.

En 2009 , H&M ouvre à la même adresse que son siège social, son magasin phare ou flagship à Paris rue La Fayette. Voisin des Galeries Lafayette Haussmann dont il occupe un ancien bâtiment, il s’étend en 2018 . Il occupait trois niveaux et occupe désormais six niveaux. Il passe de 2 000 à 5 000 m². 400 m² sont consacrés à la décoration et au linge de maison.
En 2016, la filiale française a réalisé un chiffre d'affaires de 1 233 millions d'euros, dégageant un résultat net de trente millions d'euros. Elle emploie 6 888 salariés.
Elle ferme en 2021 son unique entrepôt en France, situé au Bourget. La marque affronte un mois de grève contre la fermeture de son unique entrepôt en France durant l'année 2021, lieu finalement repris par un logisticien avec la totalité des employés.

## Dirigeants

### Président du conseil d'administration
- Stefan Persson (1998-2020)
- Karl-Johan Persson (depuis 2020)

### Directeur général
- Erling Persson (1947-1982)
- Stefan Persson (1982-1998)
- Fabian Månsson (1998-2000)
- Rolf Eriksen (2000-2009)
- Karl-Johan Persson (2009-2020)
- Helena Helmersson (en) (2020-2024)[2]
- Daniel Ervér (depuis 2024)[2]

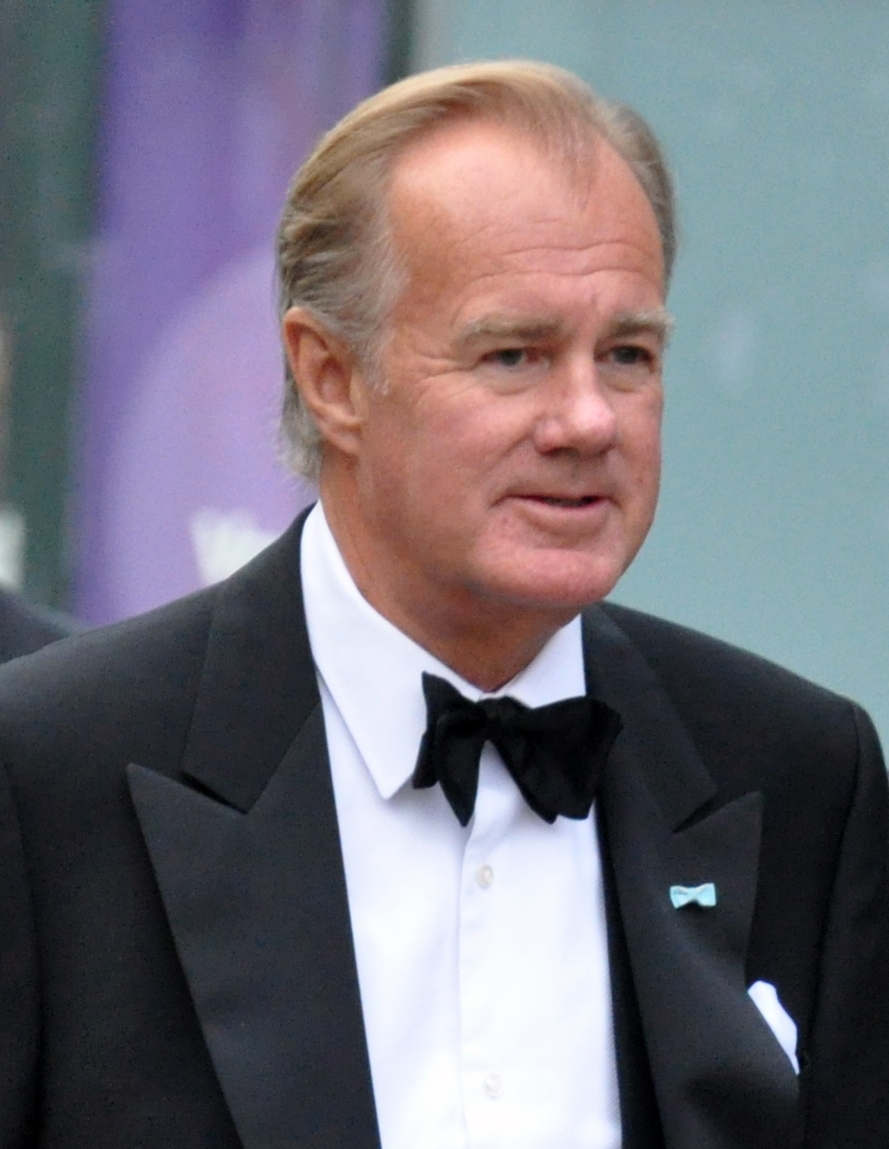
Stefan Persson.
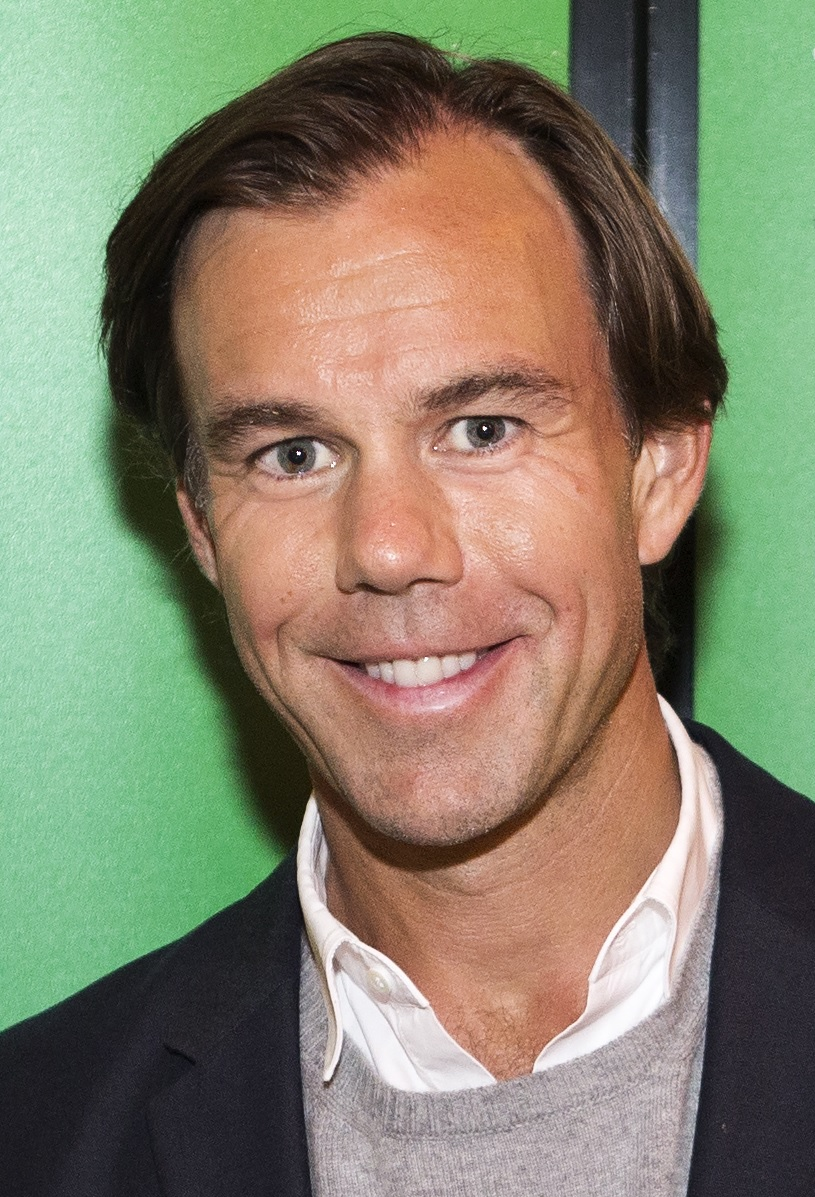
Karl-Johan Persson.
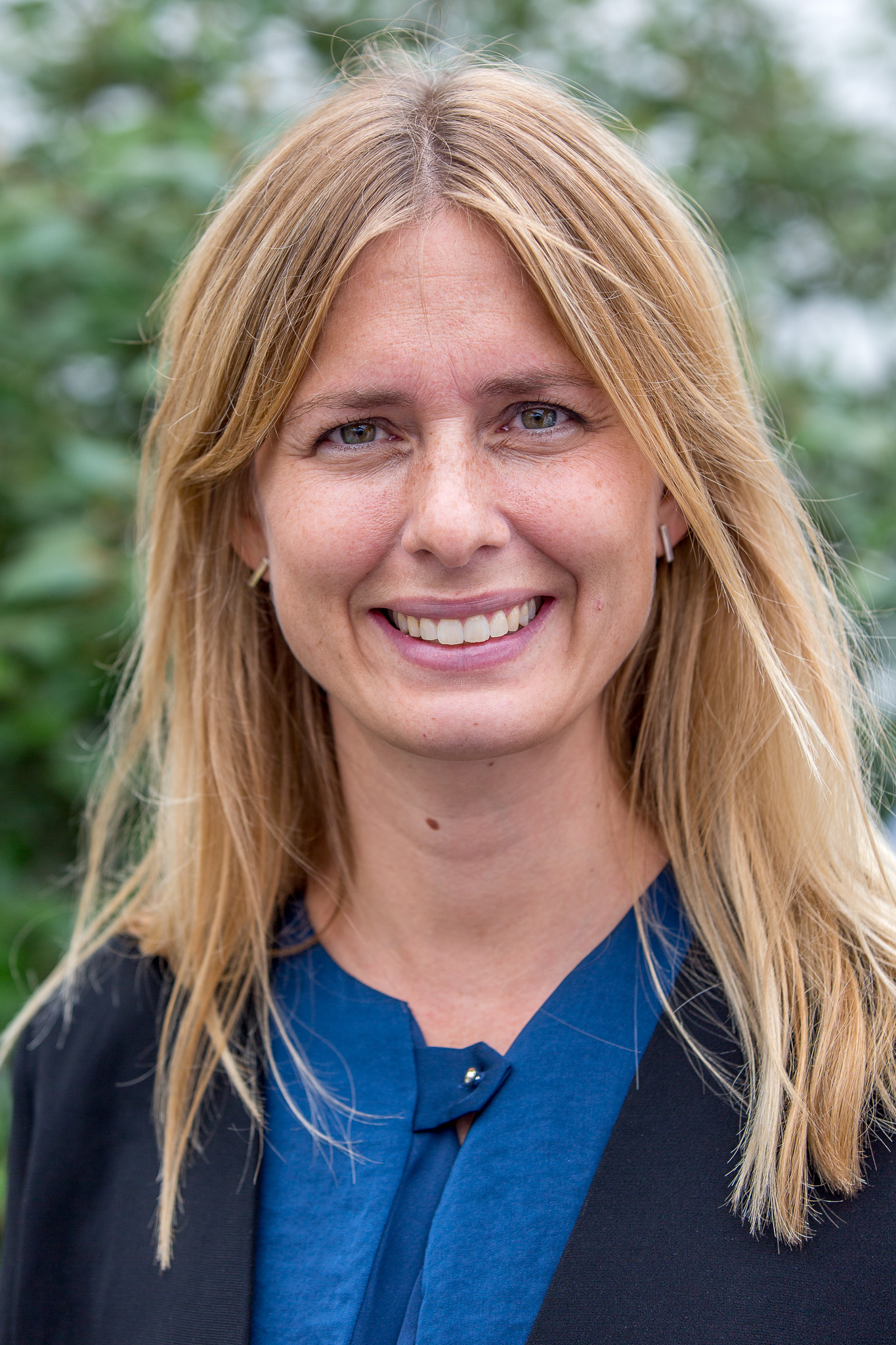
Helena Helmersson (en).

## Controverses

### Conditions de travail: durée hebdomadaire, salaires, risques
Le 2 juin 2014, Canal+ diffuse Le Monde selon H&M, un documentaire de Marie Maurice qui dénonce des pratiques de la marque telles que l'exploitation d'ouvriers au Bangladesh, travaillant 80 heures par semaine, pour le salaire dérisoire de 30 € par mois, dans des bâtiments non sécurisés, son implantation en Éthiopie où les salaires sont particulièrement bas, sa collaboration avec Mohammed Al Amoudi, homme d'affaires à l'origine d'expulsions forcées de villageois dans le but d'étendre l'agriculture industrielle ; le documentaire lui reproche également de pratiquer l'évasion fiscale.
Lors de l'effondrement du Rana Plaza en avril 2013, qui a fait 1 127 morts, des étiquettes de vêtements H&M ont été retrouvées dans les décombres de l'édifice (ainsi que des étiquettes Carrefour (marque Tex), Auchan (marque In Extenso), Camaïeu),. À la suite de cette catastrophe, le groupe H&M signe un accord sur la sécurité des bâtiments au Bangladesh. Selon le collectif Clean Clothes Campaign le groupe n'aurait pas respecté ses engagements dans la sécurité notamment dans les usines du Bangladesh.

### Résidus de nonylphénol
Une étude commandée par l'ONG Greenpeace a révélé que des résidus de NP et de NPE, nonylphénol fortement suspecté de provoquer, entre autres des cancers et stérilité, ont été trouvés sur les fibres des vêtements de quatorze grandes marques, dont H&M. Le nonylphénol pourrait être un perturbateur hormonal. La contamination des tissus se fait souvent dans les pays de fabrication des textiles (en Chine, en Inde, etc.), mais par la suite, le NPE se retrouve dans tous les pays acheteurs vêtements H&M, parce que le lavage des tissus libère du nonyphénol qui contamine alors l'environnement et toute la chaîne alimentaire.

### Fast fashion
Considéré comme un acteur majeur de la fast fashion, l'entreprise est pointée du doigt depuis le milieu des années 2010 pour son impact social et environnemental négatif : méthodes de production peu scrupuleuses et conditions de travail délétères, pollution, incitation à la surconsommation, pratique du greenwashing,,. En réaction, H&M lance des collections faite de matières recyclées, biologiques, à base de cuir vegan ou de déchets agricoles. 

### Racisme et homophobie
Le 8 janvier 2018, une polémique éclate sur internet lorsque le chanteur The Weeknd annonce la fin de sa collaboration avec l'entreprise, après avoir vu sur leur site web une photo publicitaire d'un enfant noir porter un hoodie sur lequel il est écrit « coolest monkey in the jungle » (« le singe le plus cool de la jungle »). La chanteuse Azealia Banks et le joueur de basket LeBron James annoncent également boycotter la marque. La photo sera supprimée directement par H&M, laissant uniquement une photo du pull non porté, et H&M s'excuse publiquement le lendemain sur les réseaux sociaux puis à travers un communiqué[source insuffisante]. Certains considèrent que la publicité pour ce produit est maladroite. Le 13 janvier 2018, des manifestations organisées par des militants du parti d'extrême gauche Combattants pour la liberté économique ont lieu à Johannesbourg, en Afrique du Sud et des magasins sont saccagés. La communication de l'enseigne suédoise annonce que ses 15 magasins en Afrique du Sud sont fermés temporairement,. Selon certains, la marque aurait délibérément publié une publicité raciste pour « obtenir plus de visibilité ».
H&M est l'objet de critique en 2018 pour faire fabriquer sa collection « Pride » au Bangladesh, pays où l'homosexualité est illégale.

### Droit social
En 2020, l'entreprise est condamnée en Allemagne à payer une amende de plus de 35 millions d'euros pour avoir recueilli des informations de ses employés à leur insu. 

### Au Xinjiang en Chine
Accusée en 2020 avec plusieurs dizaines de multinationales d'avoir des liens avec des usines chinoises pratiquant le travail forcé des Ouïghours, H&M annonce qu'elle rompt ses liens avec des fournisseurs du Xinjiang, épicentre du travail forcé. En mars 2021, H&M et d'autres marques de prêt-à-porter font l'objet d'une campagne d'appel au boycott en Chine, à la suite d'une déclaration quelques mois plus tôt dans laquelle H&M s'engageait à ne plus utiliser de coton provenant du Xinjiang, en réaction au génocide culturel des Ouïghours. Dans les années 2020, pratiquement les trois quarts des matières nécessaires à sa production vient d'Asie.

### Droits des animaux
En 2013, l'organisation PETA obtient l'arrêt de la production de vêtements H&M en angora après avoir diffusé des vidéos de violences infligées aux lapins sur le web.

## Sponsoring
H&M sponsorise des chevaux de sport. Il est notamment le sponsor de la famille Philippaerts, et donc de la jument de saut d'obstacles rebaptisée H&M Legend of Love.